# Tamopsis cooloolensis
Tamopsis cooloolensis – gatunek pająka z rodziny Hersiliidae.
Gatunek ten został opisany w 1987 roku przez Barabarę i Martina Baehrów, na podstawie pojedynczej samicy odłowionej w Park Narodowym Cooloola.
Holotypowa samica ma 4,4 mm długości ciała. Prosoma okrągła, jasnobrązowa z ciemniejszym obszarem ocznym oraz białymi plamkami przy brzegach i za oczami. Obszar oczny przeciętnie nisko wyniesiony, a nadustek w ⅔ tak wysoki jak on. Przednio-środkowa para oczu wyraźnie mniejsza niż tylno-środkowa, zaś tylno-boczna największa. Szczękoczułki z niewyraźną ciemną kropką. Opistosoma szersza niż prosoma, okrągława, jasna, wyposażona w 5 par okrągłych grzbietowych dołków mięśniowych. Odnóża i tylno-boczne kądziołki przędne wyraźnie obrączkowane, te ostatnie dłuższe niż opistosoma. Wulwa z krótkim, zakrzywionym przewodem inseminacyjnym i dwoma zbiorniczkami nasiennymi: grzbietowym małym z długim przewodem, a brzusznym z boczną powierzchnią całą gruczołową oraz z dodatkową torebką u nasady.
Pająk endemiczny dla Australii, znany z Queensland.